# Trybliographa albipennis
Trybliographa albipennis är en stekelart som först beskrevs av Thomson 1862.  Trybliographa albipennis ingår i släktet Trybliographa, och familjen glattsteklar. Arten är reproducerande i Sverige.